# Samson et Dalila (film)
Samson et Dalila è un cortometraggio del 1902 diretto da Ferdinand Zecca.

## Trama
Film sulla famosa storia biblica di Sansone e Dalila in 8 dipinti